# Lech Ziemski
Lech Ziemski ps. Siwy Sokół (ur. 3 lutego 1887 w Kościanie, zm. 17 lipca 1969 w Poznaniu) – duchowny katolicki, pułkownik Wojska Polskiego, prefekt, instruktor harcerski.

## Życiorys
Syn Romana. Gimnazjum ukończył w 1907 roku w Bydgoszczy. Święcenia kapłańskie przyjął w roku 1911 z rąk prymasa Edwarda Likowskiego.
Od 1913 roku członek Wielkopolskiej Organizacji Skautowskiej. Aktywny uczestnik wydarzeń Republiki Ostrowskiej. W latach 1918–1920 członek Naczelnej Rady Harcerskiej. Od 1919 prefekt Gimnazjum Męskiego oraz prokurator konwiktu arcybiskupiego w Ostrowie, aktywny organizator ruchu skautowego w Polsce. Uczestniczył w wojnie polsko-bolszewickiej. W 1929 roku otrzymał stopień harcmistrza. 
W czasie II wojny światowej związany z Szarymi Szeregami oraz z Armią Krajową (po wojnie określony jako zasłużony kapelan AK). Dosłużył stopnia pułkownika Wojska Polskiego.
W lutym 1945 rozpoczął reaktywację przedwojennych drużyn harcerskich w ostrowskim Gimnazjum, a we wrześniu 1945 zostaje Komendantem Hufca Ostrów (hufcowym), którą to funkcję sprawuje do listopada 1947 roku, przekazując ją podharcmistrzowi Marianowi Grześczykowi.
Nauczanie w ostrowskim Gimnazjum kontynuował do roku 1948, kiedy to został odwołany przez władze komunistyczne. Później przeniesiony przez władze kościelne do Łodzi pod Poznaniem. Staraniem harcmistrza odrestaurowano tamtejszy kościół, a plebania stała się harcerską "przystanią".
W 2005 w Ostrowie Wielkopolskim, jednej z alei nadano imię Siwego Sokoła, zaś w roku 2008 na Stanicy Harcerskiej „Zielona Polana” w ramach uroczystości 95-lecia Harcerstwa na Ziemi Ostrowskiej odsłonięto Kopiec Siwego Sokoła.

## Ordery i odznaczenia
- Krzyż Niepodległości (9 listopada 1932)[1]
- Krzyż Oficerski Orderu Odrodzenia Polski
- Krzyż Kawalerski Orderu Odrodzenia Polski (22 lipca 1953)[2]
- Złoty Krzyż Zasługi (9 listopada 1931)[3]
- Medal 3 Maja